# Giannina Braschi
Giannina Braschi (* 5. Februar 1953 in San Juan) ist eine puerto-ricanische Schriftstellerin und Wissenschaftlerin.

## Leben
Giannina Braschi kam 1977 nach New York City und machte an der State University of New York einen Abschluss (Ph.D.) in Spanischer Literatur. Danach lehrte sie Literatur an der Rutgers University, am Queens College und an der Colgate University. Sie gilt als führendes Frau im Nuyorican movement (eine kulturelle Richtung aus New York und Puertorican).

### Literarische Entwicklung
Braschis frühe Werke richteten sich nach den Hauptdichtern des Goldenen Jahrhunderts und den avantgardistischen Autoren Lateinamerikas. Sie verfasste ein Werk über den Romantiker Gustavo Adolfo Bécquer und Aufsätze über Cervantes, Vallejo und Garcia Lorca. Danach kam sie mit den dramatischen und philosophischen Büchern französischer, deutscher, irischen, polnischer und russischer Autoren in Berührung und ließ sich davon beeindrucken. Obwohl ihre Bücher als Romane eingestuft werden, sind ihre späteren Werke Experimente sowohl in Stil und Format und zeigen viele fremdländische Einflüsse.
Friederike C. Raderer sagte im österreichischen ORF in einem Beitrag zu Puerto Rico: Mit ihrem Roman "Yo-Yo Boing!" dem Sprachenmischmasch, das unter den Hispanos in New York üblich ist, [hat sie] dem "Spanglish" ein Denkmal gesetzt.

## Werk
- "Asalto al tiempo", Ambitos Literarios, Barcelona, 1980. Spanisch
- La poesía de Bécquer. Costa Amic, Mexiko-Stadt 1982 (spanisch).
- "La comedia profana", Anthropos Editorial del hombre, Barcelona, 1985. Spanisch
- "El imperio de los sueños", Anthropos Editorial del hombre, Barcelona, 1988. Spanisch
- "Empire of Dreams"(English translation), Yale University Press, New Haven/London, 1994. Englisch
- "Yo-Yo Boing!", Latin American Literary Review, Pittsburgh, 1998. Spanglish, Spanisch, und Englisch
- "El imperio de los sueños", Editorial de la Universidad de Puerto Rico, Rio Piedras, Puerto Rico, 2000.
- "United States of Banana," AmazonCrossing, Seattle, 2011. Englisch
- "Yo-Yo Boing!," AmazonCrossing, Seattle, 2011. Englisch
- "Empire of Dreams," AmazonCrossing, Seattle, 2011. Englisch
- Putinoika, Brown Ink, Flowersong, 2025.

## Preise und Auszeichnungen
- Angela Y. Davis Award, American Studies Association.
- National Award Enrique Anderson Imbert, North American Academy of the Spanish Language.
- Danforth Scholarship
- El Diario La Prensa's Outstanding Women of 1998
- Ford Foundation Fellowship
- National Endowment for the Arts Fellowship
- New York Foundation for the Arts Fellowship
- Reed Foundation/InterAmericas
- PEN American Center’s Open Book Award
- Instituto de Cultura Puertorriquena/grant